# Silene mesatlantica
Silene mesatlantica är en nejlikväxtart som beskrevs av René Charles Maire. Silene mesatlantica ingår i släktet glimmar, och familjen nejlikväxter. Inga underarter finns listade i Catalogue of Life.